# Das Labyrinth der Geister
Das Labyrinth der Geister ist der dritte Kriminalroman von Tony Hillerman. Unter dem Titel Listening Woman erschien er 1978 in englischer Sprache, deutschsprachig erstmals 1989.

## Kontext
Das Labyrinth der Geister ist ein Ethno-Krimi. Ort der Handlung ist der Nordosten des US-Bundesstaates Arizona und dort die dünn besiedelten Navajo Nation Reservation. Zentrale Figur ist der Polizist Joe Leaphorn, Navajo (auch: Dinee, „Volk“) und Beamter der Navajo Tribal Police (Polizei der Navajo Nation Reservation).
Dem Roman liegen – ähnlich den beiden ersten der Serie – die Spannungen zu Grunde, die durch die Begegnung „weißer“ und indianischer Kultur entstehen. Nur, dass hier die Protagonisten nicht als Europäisch- und Indianischstämmige dargestellt werden, sondern fast alle Beteiligten, „Gute“ und „Böse“, Navajos sind. Die „weiße“ Kultur wird sehr kritisch gesehen. Der Verrat traditioneller Werte aber wird in diesem Roman von einem Navajo verübt.
Wie bei den beiden Vorgänger-Romanen auch, nimmt die Darstellung der Kultur der Navajos breiten Raum ein. So verlegt Tony Hillerman einen Teil der Handlung in eine „Kinaalda“-Zeremonie, den Initiationsritus für Heranwachsende – hier für ein Mädchen, das damit zur Frau wird.

## Personen
- Joe Leaphorn, Ermittler der Navajo Tribal Police. Seine Dienststelle befindet sich in Window Rock, Arizona.
- Captain Largo, sein zeitweiliger Chef
- Begay, ein Kleinvieh-Dieb
- Hosteen Tso, ist erkrankt und braucht die Hilfe einer Geist-Heilerin
- James Tso, sein ältester Sohn
- Benjamin Tso, sein jüngerer Sohn, römisch-katholischer Priester
- Standing Medicine, der Urgroßvater von Hosteen Tso und ein Führer der Navajo im 19. Jahrhundert (längst verstorben)
- Margaret Cigaret („Listening Woman“), eine Geist-Heilerin
- Anna Atcitty, ihre Nichte
- John McGinnis, betreibt einen Handelsposten
- Theodora Adams aus Washington, D.C., sucht nach ihrem Geliebten
- John Tull, ein Gangster
- Hoski, der auch viele andere Namen hat, ein Gangster
- Henry Kelogny, noch ein Gangster

## Handlung
Joe Leaphorn wird mit einer ganzen Reihe von Verbrechen konfrontiert, die irgendwie zusammenhängen könnten. Das herauszufinden, ist seine Aufgabe. Zu den Verbrechen zählt zunächst, dass Joe Leaphorn selbst von dem Fahrer eines Mercedes-Benz absichtlich angefahren wird. Weitere Verbrechen, die damit zusammenhängen können, sind ein Doppelmord, der Heroin-Fund in einem Autowrack, ein verschwundener Hubschrauber, ein Überfall auf einen Geldtransport in Santa Fe und die Entführung einer Pfadfindergruppe. Bevor Joe Leaphorn den Fall löst, kommt es zu einer dramatischen Verfolgungsjagd, bei der der Haupttäter versucht, ihn umzubringen.

## Bezug zu anderen Werken
Tony Hillerman setzt mit Das Labyrinth der Geister die Serie fort, die er mit, Wolf ohne Fährte und Schüsse aus der Steinzeit begonnen hat. In allen drei Romanen ist Joe Leaphorn zentrale Figur und Ermittler. Die Kriminalromane bauen sich um indianische Kultur auf. Die Fortsetzung der Reihe ist der Kriminalroman Tod der Maulwürfe (People of Darkness).

## Ausgaben
- Listening Woman – Ausgaben erschienen: 1978, 1989, 1992, 1994.[2]
- Das Labyrinth der Geister:
  - Rowohlt Verlag 1989. ISBN 978-3-499-42857-9
  - Rowohlt Verlag 1992 = Nachdruck der Ausgabe von 1989.
  - Goldmann Verlag 1997. ISBN 978-3-442-43362-9
  - Rowohlt Verlag 2005. ISBN 978-3-499-23898-7
  - Der Audio Verlag 2005. ISBN 978-3-89813-476-7 (Hörbuch)